# Abbaye de Leyme
Pour les articles homonymes, voir Abbaye de la Grâce-Dieu.
L'abbaye de Leyme (aussi appelé abbaye de Leme, abbaye de Leime et abbaye de Grâce-Dieu) est un ancien monastère de moniales cisterciennes situé à Leyme dans le département du Lot, en région Occitanie (France).

## Historique

### Fondation
L'abbaye est fondée entre 1213 et 1220, par Guillaume de Cardaillac, évêque de Cahors. Le terrain sur lequel la communauté s'installe n'est probablement pas vierge, abritant peut-être une petite église paroissiale ou une chapelle de pèlerinage, en tout cas en situation de déshérence.
Lors de la fondation, la communauté compte dix-huit religieuses. Le monastère est à cette occasion nommé Lundieu (de Luminis Dei, lumière de Dieu), puis « Grâce-Dieu ».

### Développement
L'abbaye reçoit rapidement des dons importants. Le premier et plus important est le prieuré de Costejean, près de Caylus, puis la terre des Bouysses, près de Mercuès, où un autre prieuré est créé,, ensuite l'église actuelle de Lissac-et-Mouret qui est à l'époque un prieuré.
Une grange cistercienne est implantée en 1233 sur l'actuelle commune de Flaujac-Gare, ; les églises et paroisses de Montamel et de Rueyres,.

### Crises, commende et guerres
En 1342, l'abbaye compte au moins trente religieuses. À la fin du XIVe siècle l'abbaye reçoit encore la paroisse de Bio, mais il semble que c'est essentiellement pour soutenir l'abbaye dont les revenus chutent.
En 1597, l'abbaye est victime des guerres de Religion et brûle entièrement, à l'exception du seul « manoyr » (probablement le logis abbatial) ; à cette époque, la communauté ne compte plus que douze religieuses.

### Réforme
Alors que l'abbaye est tombée sous le régime de la commende, son abbesse commendataire Anne de la Vieuville décide en 1674 de basculer l'abbaye dans « l'étroite observance », soit la réforme de Rancé, ultérieurement connue comme stricte observance. Cette réforme ne s'effectue pas sans mal, les religieuses s'accommodant mal de ce surcroît de rigueur.
De nouvelles chapelles sont ajoutées à l'abbatiale après la réforme de l'abbaye, dont la réputation, notamment de charité, s'améliore. Cependant, au début du XVIIIe siècle, la mauvaise gestion de Mme de Jumilhac compromet cette réputation ; l'abbaye ne compte en 1727 que douze professes et deux postulantes. De surcroît, dans la nuit du 24 au 25 janvier 1735, un incendie ruine à nouveau le monastère ; les dégâts sont estimés à 18 000 livres.

### Liste des abbesses
Les abbesses qui nous sont connues sont :
- Aigline (attestée en 1215 et 1220)[5] ;
- Guillemette (attestée en 1232 et 1240)[7];
- Aymerique (attestée en 1250 et vers 1285) ;
- Guillemette de Montigu (environ 1286-1289) ;
- Hélène de Thémines (attestée en 1289)[14] ;
- Esclarmonde (attestée en 1293 et 1306) ;
- Gaillarde de Durfort (attestée en 1308 et 1320) ;
- Hélène de Barasc (attestée en 1331)[21] ;
- Antoinette de Barasc (attestée en 1341)[22] ;
- Aygline de Felzins (attestée en 1342 et 1352)[15] ;
- Galienne de Lentilhac (attestée en 1356 et 1372)[23] ;
- Alrique de Reilhas, dite Rique (vers 1378) ;
- Richarde de Bonafous (vers 1382) ;
- Jeanne de Montmurat (attestée en 1406 et 1419)[24] ;
- Barrave de Castelnau (attestée en 1431)[25] ;
- Hélène de Beaufort, élue en 1460 et contestée par Fine de Barasc[26] ;
- Jeanne de Barasc (attestée en 1475)[27] ;
- Hélène de Beaufort à nouveau (attestée en 1477 et 1492) ;
- Une autre (?) Hélène de Beaufort (attestée en 1520)[28] ;
- Louise de Rousset ou de Rozet (attestée en 1526 et 1535)[29] ;
- Françoise de Noailles, contestée par Blanche de Turenne (attestée en 1552 et 1555)[30] ;
- Marguerite de Biran (attestée en 1573) ;
- Jeanne de Puydeval (attestée en 1579) ;
- Jeanne de Noailles (attestée en 1627 et 1631)[17] ;
- Anne de la Vieuville (1654-1684)[31] ;
- Jeanne-François de Noailles (1686-1690)[32] ;
- Marie d'Aubeterre (1705-1719)[19] ;
- Marie-Jeanne de Chapelle de Jumilhac (1719-1746)[33] ;
- Marguerite de Guiscard (1746-1773)[34] ;
- Angélique de Termes (en 1773) ;
- La dernière abbesse, Marie-Louise-Bonaventure du Garric d'Uzech, morte le 14 avril 1790 de maladie[35].